# Andreas Schenk
Andreas Schenk (ur. 24 maja 1982 w Bühlertalu) – niemiecki szachista, mistrz międzynarodowy od 2002 roku.

## Kariera szachowa
W 1999 r. reprezentował swój kraj na mistrzostwach świata juniorów do 18 lat, rozegranych w Oropesa del Mar. Wielokrotnie startował w finałach mistrzostw Niemiec juniorów w różnych kategoriach wiekowych, w 2000 r. zdobywając w Überlingen tytuł mistrza kraju do 18 lat. W tym samym roku wystąpił w narodowej reprezentacji na rozegranych w Balatonlelle drużynowych mistrzostwach Europy do 18 lat, na których niemieccy szachiści zdobyli srebrne medale. W 2001 r. zwyciężył w kołowym turnieju w Augsburgu, podzielił I m. (wspólnie z Rainerem Buhmannem) w otwartym turnieju w Böblingen oraz uczestniczył w mistrzostwach świata juniorów do 20 lat, rozegranych w Atenach (w których zajął XVI miejsce), natomiast w 2003 r. podzielił I m. w Deizisau (turniej Neckar Open, wspólnie z m.in. Lewonem Aronjanem, Władimirem Burmakinem, Władimirem Jepiszynem, Konstantinem Landą i Liviu-Dieterem Nisipeanu) i w Mannheim (wspólnie z m.in. Aleksandrem Bierełowiczem) oraz podzielił II m. (za Suatem Atalikiem, wspólnie z Fabianem Döttlingiem, Konstantinem Asiejewem i Wołodymyrem Bakłanem) w Baden-Baden. W 2004 podzielił II m. (za Davidem Baramidze, wspólnie z Alonem Greenfeldem) w Lippstadt, w 2005 r. zdobył brązowy medal w mistrzostwach Niemiec w szachach błyskawicznych, a w 2006 r. podzielił I m. w kolejnym openie w Baden-Baden (wspólnie z m.in. Witalijem Koziakiem i Fabianem Döttlingiem).
Andreas Schenk jest również trzykrotnym indywidualnym mistrzem NATO w szachach (2005, 2006, 2009).
Najwyższy ranking w dotychczasowej karierze osiągnął 1 maja 2010 r., z wynikiem 2519 punktów zajmował wówczas 40. miejsce wśród niemieckich szachistów.